# Горожанкин, Юрий Иванович
Ю́рий Ива́нович Горожа́нкин (укр. Юрій Іванович Горожанкін; род. 22 января 1938, Кирово, Николаевская область) — советский футболист, игравший на позициях защитника и полузащитника. По завершении карьеры игрока стал тренером.

## Биография
Воспитанник кировоградского футбола, первый тренер — Я. С. Глузгал. Начал карьеру игрока в местных командах «Строитель» и «Урожай», в 1956 году стал игроком кировоградского «Торпедо». Всего в составе кировоградской команды (которая в 1958 году сменила название на «Звезда») в течение 12 сезонов провёл более 400 игр во всех турнирах, был капитаном команды. В 1968 году завершил выступления.
По окончании игровой карьеры стал тренером. В 1970-х работал в «Звезде» на должностях тренера и начальника команды, однако из-за конфликтов с руководством несколько раз увольнялся из команды. На время его работы в кировоградском клубе припали победы «Звезды» в кубке УССР, 1973 и 1975 годах.
В 1984 году назначен главным тренером «Звезды». Пребывал на этой должности до 1986 года. В начале 1991 года вновь стал начальником кировоградской команды, а в мае, после отставки Николая Латыша, занял пост старшего тренера, проработав на нём до конца сезона. Позднее работал тренером в кировоградской СДЮШОР и директором стадиона «Звезда». В 2003 году иммигрировал в Израиль, где продолжил работать тренером в детско-юношеском футболе.

## Семья
Сын — Игорь Горожанкин — также стал футболистом, а по завершении карьеры игрока — футбольным арбитром. Обслуживал матчи высшей лиги чемпионата Украины, имел категорию арбитра ФИФА.